# Boris Brutskus
Boris (Ber) Davidovitch Brutskus (en russe: Борис (Бер) Давыдович Бруцкус; en hébreu: בוריס (בר/דּוֹב) בֶּן־דָּוִד ברוצקוס), né le 3 octobre 1874 à Polangen dans le gouvernement de Courlande en Russie (maintenant en Lituanie) et mort le 7 décembre 1938 à Jérusalem, est un économiste russe, statisticien, agronome et activiste social, membre du Comité central de l'Association juive de colonisation, journaliste et frère du ministre du gouvernement lituanien Julius Brutskus (en). Il est l'auteur de nombreuses publications entre autres sur l'économie et l'agronomie en Russie et sur la vie juive.

## Biographie

### En Russie puis en URSS
À l'âge de quatre ans, il s'installe avec ses parents à Moscou où il fait ses études et en 1891, quitte le lycée avec une médaille d'or. En 1892, la famille Brutskus, ainsi que d'autres Juifs, est chassée de Moscou et s'établit à Varsovie. Il s'inscrit en 1892 à la faculté de médecine de l'université de Varsovie, mais n'achève pas sa troisième année. Il entre alors à l'institut d'agriculture et de sylviculture Novo-Aleksandrov à Puławy. Il obtient son diplôme en 1898 et sort avec le titre d'ingénieur agronome de 1re classe.
De 1898 à 1908, Brutskus est responsable de la colonisation juive dans les provinces occidentales de l’Empire russe. Il publie une série d’ouvrages sur la colonisation juive et la vie économique, qui décrit l’histoire de la colonisation agricole juive. Il collabore avec la Société de développement de l'agriculture et de l'artisanat parmi les Juifs.
En 1891-1892, il proteste contre les persécutions dont sont victimes les Juifs à Moscou.
Dans les années 1904-1905, il représente les Juifs dans la Soyouz Osvobojdénia (Union de la Libération), à laquelle il participe depuis sa création par Aron Landé (ru), Iekaterina Kouskova, Sergueï Prokopovitch (en), Pavel Milioukov et Pierre Struve.
À partir de 1908, il enseigne à l'Institut agricole de Saint-Pétersbourg et est l'auteur de plusieurs ouvrages sur l'agriculture et sur l'économie dans son ensemble. Il est impliqué dans l'ORT (Organisation Reconstruction Travail), une association pour la promotion du travail manuel, artisanal et agricole chez les Juifs de la Zone de Résidence auxquels il propose des prêts et des crédits ainsi que de l'aide à l'émigration. Pour YIKO, une association culturelle juive, il organise de la recherche statistique sur la population juive et publie principalement en russe, des ouvrages économiques et statistiques sur la colonisation juive.
En 1913, il participe à la création de Агрономического журнала (Journal d'agronomie), en collaboration avec d'autres agronomes et économistes. Il écrit des articles en russe dans les revues Voskhod (Éveil) et Yevreïskaïa jizn (Vie juive) et en yiddish sous le pseudonyme de Ben-David dans Di shtime (La voix), Dos yidishe folk (Le peuple juif) et Luekh kedime entre autres.

### En Allemagne, en France puis en Palestine
Le 29 octobre 1922, par ordre de la Guépéou de Petrograd, il est expulsé avec plusieurs autres intellectuels vers l'Europe occidentale. De 1923 à 1932, il donne des conférences sur l'agriculture et l'économie politique à l’Institut scientifique russe de Berlin, et enseigne en yiddish à l'université de Vilnius. En collaboration avec Iakob Lechtchinski (en) et Yankev Segal, il édite en 1923-1924 à Berlin, un livre en yiddish en quatre volumes: Bleter far yidisher demografye, statistik un ekonomik (Démographie, statistique et économie juive), dans lequel il publie aussi ses propres recherches. En 1926, l'ORT de Berlin publie son livre Di yidishe landvirtshaft in mizrekh-Eyrope (L'agriculture juive en Europe de l'Est). Il contribue aussi au Tsukunft (L'Avenir) de New York.
À partir de 1930, il participe avec Ivan Iline à plusieurs activités antibolchéviques en Allemagne. En 1932, par crainte de l'arrivée des nazis au pouvoir, il quitte l'Allemagne et s'installe à Paris.
En avril 1935, il émigre en Palestine et enseigne au département d'économie et de politique agricole à l’Université hébraïque de Jérusalem. Il décède le 7 décembre 1938.

### Sa famille
En 1902, il épouse Emilia Ossipovna Zaïdenman (1873-1952). Ils ont trois fils: Michael (1903-1949); Leonid Eliezer (1907-1987) et David-Anatol (né en 1910 à Saint-Pétersbourg et décédé en 1999 à Jérusalem), qui se rendra célèbre en tant qu'architecte, urbaniste et designer israélien.

## Ses idées économiques
Bruckus est un partisan de l’économie libérale et l’économie de marché. Il a été l’un des principaux critiques de l’économie planifiée.
Selon son fils Leonid (Eliezer) Brutskus, qui a écrit sa biographie en anglais, Brutskus appartenait au Brain Trust de la politique agraire russe et a soutenu la réforme de Piotr Stolypine, premier ministre du tsar Nicolas II, visant à l'élimination des communautés rurales et à la création d'une agriculture performante, produisant des produits commercialisables et en mesure de créer de nouvelles économies de croissance industrielles.
Ces idées ont influencé les partis populistes ainsi que les nationalistes juifs. Brutskus a participé au débat public entre les populistes et les marxistes.

## Liste partielle de ses œuvres
- (ru):  О методах еврейской колонизации (À propos des méthodes de la colonisation juive); Saint-Pétersbourg; 1899; 32 pages
- (ru):  Профессиональный состав еврейского населения в России (Composition professionnelle de la population juive en Russie); 1908
- (ru):  Еврейские земледельческие поселения Екатеринославской губернии (Colonie agricole juive de la province d'Ekatérinoslav); 1913
- (ru):  Очерк аграрной политики иностранных государств и России (Aperçu de la politique agraire des pays étrangers et de la Russie); 1918; 71 pages.
- (ru):  Аграрный вопрос и аграрная политика (La question agraire et la politique agricole); 1922
- (ru): Экономия сельского хозяйства. Народно-хозяйственные основы (L'économie agricole. Fondamentaux de l'économie nationale); éditeur: Кооперация; 1924; 246 pages.
- (ru):  Проблемы народного хозяйства при социалистическом строе (Problèmes de l'économie nationale dans le cadre du système socialiste); 1922; revue: «Экономист»; numéros: 1;2 et 3
- (yi):  Di Ying Mizreh landvirtshaft Yiddish-Eyrope (L'agriculture juive en Europe de l'est); 1926
- URSS - un pays d'expérience économique; 1937
- (he):  Kalkan haklait (L'économie de l'agriculture); 1942; publication à titre posthume

### Sources
- (ru):  Boris Brutskus; site Peoples.ru
- (en):  Zaynvil Diamant: Ber (Boris) Brutskus; site: Yiddish Leksikon
- (en):  Robert Wellington Campbell: A Biobibliographical Dictionary of Russian and Soviet Economists; éditeur: Routledge; 2012; pages: 50 à 52;  (ISBN 0415519462 et 978-0415519465)
- (ru):  Rogalina Nina Lvovna: Борис Бруцкус — историк народного хозяйства России (Boris Brutzkus - historien de l'économie russe); Université d'Etat de Moscou. MV Lomonosov. Faculté d'histoire; Moscou;  (ISBN 5785300532)
- (ru):  V. Kagan: Борис Бруцкус: учёный и правозащитник // Евреи в культуре русского зарубежья (Boris Bruckus : chercheur et militant des droits de l’homme. Juifs dans la culture de la diaspora russe); Mémoires et essais. 1919-1939; volume 1; pages: 476 à 484
- (en):  Boris D. Brutskus: Jewish Agricultural Settlements - Yekaterinoslav Government; site KehilaLinks; Saint-Pétersburg; 1913
- (ru): Экономические воззрения Б. Бруцкуса; (Perspectives économiques: B. Brutskus)